# Bardylis den yngre
Bardylis (albanska: Bardhyli),  var kung över dardanerna från 295 f.Kr. till 290 f.Kr.. Han efterträdde sin far Kleitus.